# Amata plinius
Amata plinius là một loài bướm đêm thuộc phân họ Arctiinae, họ Erebidae.